# Osservatorio di Lund
L'osservatorio di Lund (in svedese Institutionen för astronomi) è il dipartimento di astronomia dell'Università di Lund, in Svezia.

## Storia
Il primo osservatorio telescopico nella città universitaria di Lund era stato costruito dal professore di astronomia Anders Spole, nonno di Anders Celsius, nel 1672. Esso venne tuttavia distrutto già nel 1676 durante la guerra di Scania fra svedesi e danesi.
L'istituto universitario di astronomia fu fondato nel 1749 e aveva sede nella cosiddetta Kungshuset ("Casa del re").
Nel 1867 venne costruito quello che oggi è chiamato "Vecchio osservatorio", in un parco appena fuori delle mura cittadine, su progetto dell'architetto Helgo Zettervall. L'osservatorio fu dotato di un telescopio rifrattore da 25 cm di diametro insieme ad uno strumento dei passaggi.
Nel 1897 divenne direttore dell'istituto Carl Charlier. 

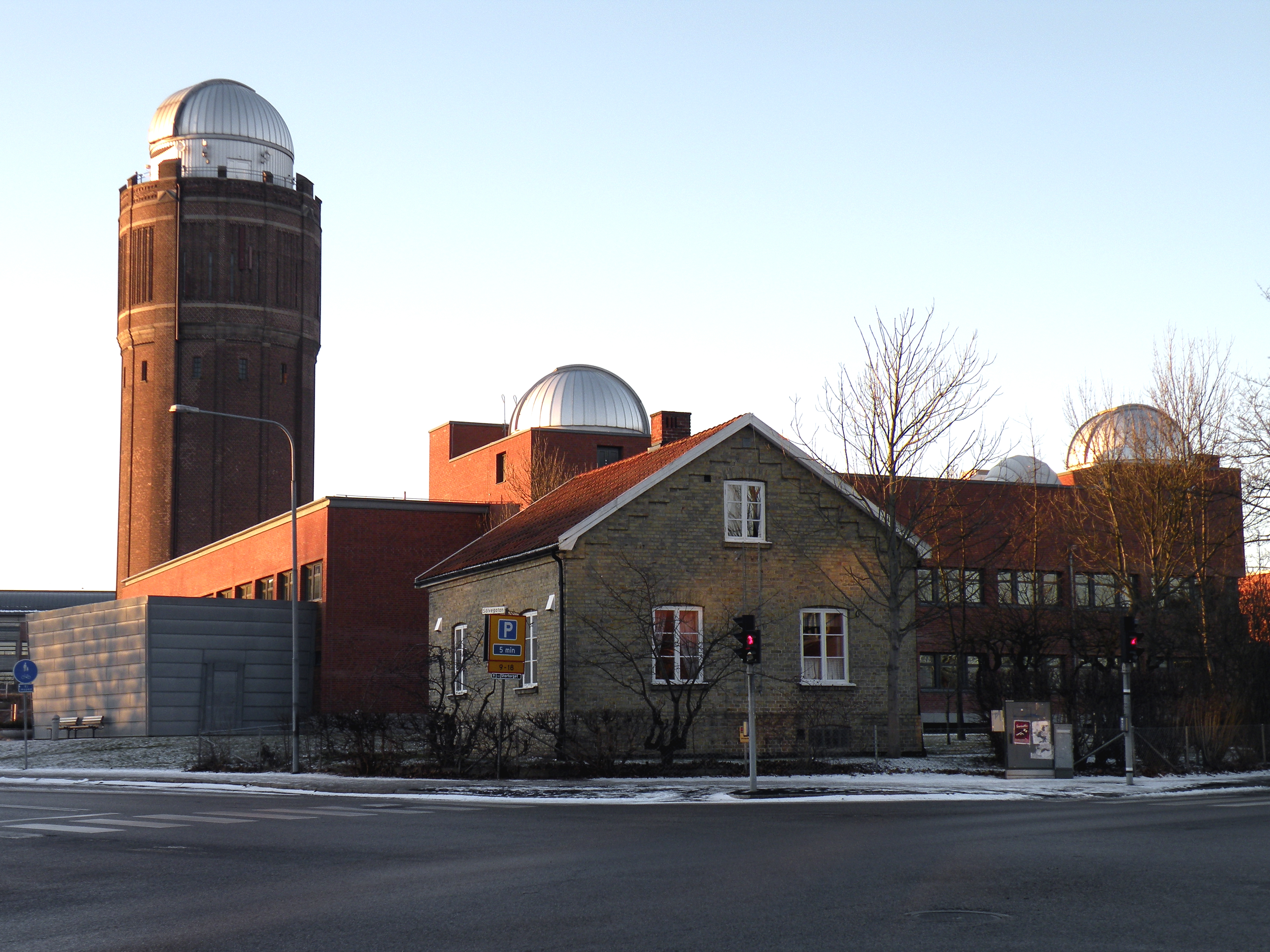
Il nuovo osservatorio

Negli anni cinquanta il professor Knut Emil Lundmark incaricò gli ingegneri Martin Kesküla e Tatjana Kesküla di indicare la posizione di circa 7000 stelle per formare un'immagine senza precedenti della Via Lattea, chiamata Vintergatskarta ("Cartina della Via Lattea"). 
La rappresentazione misura due metri per uno.
Il dipartimento di astronomia nel 2001 si è trasferito in una nuova sede nel campus universitario situato nella zona settentrionale della città, utilizzando come base della cupola un vecchio serbatoio dell'acqua potabile.
L'osservatorio svolge un'intensa attività di ricerca astrofisica, sia sperimentale, che teorica. I campi coperti vanno dall'archeologia galattica ai pianeti extrasolari, dal laboratorio di astrofisica all'astrofisica delle particelle, dagli ammassi stellari all'astrometria (satelliti Hipparcos e Gaia).